# 国道82号 (韩国)
国道82号，又称平泽－华城线，是大韩民国的一条国家级公路，同时也是韩国国道网内道路长度最短的国道。路线南起京畿道平泽市浦升邑（与国道38号和国道77号相连），北至京畿道华城市杨甘面（与国道39号相连），整體呈開口向東南方向的C形。其全线全长约31.18千米，于1996年7月1日开通。国道82号的设立主要是为了应对21世纪京畿道南部的交通需求。截止至2013年，国道82号前后共累计进行了7次改道工程。
即使国道82号是韩国国道网内长度最短的道路，其南段平泽市浦升邑至华城市雨汀邑仍与国道77号和国家支援地方道82号共线。虽然国道82号目前横跨两个市，但实际上自第一段道路开通之日起直至2009年8月24日，即约13年时间一直都处于仅开通了单个市郡路段（即华城市段）的状态。

## 主要途径城市

### 京畿道
平泽市（浦升邑） - 华城市（雨汀邑 - 长安面 - 八滩面 - 乡南邑 - 杨甘面）

## 主要连接道路
- 西海岸高速公路
- 平泽始兴高速公路
- 国道4号
- 国道38号（朝鲜语：국도 제38호선）
- 国道39号
- 国道43号（朝鲜语：국도 제43호선）
- 国道77号（朝鲜语：국도 제77호선）
- 82国家支援地方道82号（朝鲜语：국가지원지방도 제82호선）
- 301地方道301号（朝鲜语：지방도 제301호선）
- 302地方道302号（朝鲜语：지방도 제302호선）
- 306地方道306号（朝鲜语：지방도 제306호선）
- 309地方道309号（朝鲜语：지방도 제309호선）
- 310地方道310号（朝鲜语：지방도 제310호선）
- 313地方道313号（朝鲜语：지방도 제313호선）